# Shota Chochishvili
Shota Chochishvili (em georgiano:  შოთა ჩოჩიშვილი, em russo:  Шота Самсонович Чочишвили; Ghvlevi, 10 de julho de 1950 – Gori, 27 de agosto de 2009) foi um judoca soviético. Campeão olímpico, conquistou a medalha de ouro nos Jogos Olímpicos de Verão de 1972 em Munique na categoria até 93 kg masculino.
Em 1989, Chochishvili competiu brevemente na promoção japonesa New Japan Pro-Wrestling (NJPW). Na aposentadoria, trabalhou como treinador de judô; também atuou como vice-presidente do Comitê Olímpico da Geórgia e da Federação de Judô da Geórgia. Em 2003, Chochishvili passou por uma cirurgia cardíaca e foi diagnosticado com câncer. De 2004 a 2008, passou por quimioterapia, mas morreu de leucemia em 2009, aos 59 anos.